# La porta aperta
La porta aperta è un cortometraggio del 1913 diretto da Giovanni Enrico Vidali.